# Józef Jawornicki (pisarz)
Józef Jawornicki z Obic herbu Gozdawa – pisarz grodzki sandomierski i deputat na Trybunał Główny Koronny w 1681 roku, podstarości chęciński i sędzia kapturowy województwa sandomierskiego w 1674 roku, substytut pisarza ziemskiego sandomierskiego w 1673 roku, rotmistrz wojska powiatowego województwa sandomierskiego w 1672 roku.
Żonaty z Katarzyną Łuszczewską, miał synów: Stanisława i Władysława.
Poseł na  sejm elekcyjny 1669 roku, sejm 1673 roku, sejm elekcyjny 1674 roku, sejm 1678/1679 roku z województwa sandomierskiego.